# Route 52 (Islande)
Pour les articles homonymes, voir Route 52.
La Route 52 (Þjóðvegur 52) ou Uxahryggjavegur est une route islandaise qui relie la Route 53 à Þingvellir.

## Trajet
- Route 53
- Þingvellir